# Taira no Takakiyo
Taira no Takakiyo est un nom japonais traditionnel ; le nom de famille (ou le nom d'école), Taira, précède donc le prénom (ou le nom d'artiste).
Taira no Takakiyo (平高清)/ Taira no Rokudai (平六代), né en 1173 – mort le 3 mars 1199, est un membre du clan Taira de la fin de l'époque de Heian au début de l'époque de Kamakura. Il est fils de Taira no Koremori et petit-fils de Taira no Kiyomori, sa mère est Shinadainagon, la fille de Fujiwara no Narichika.

## Biographie
Il reçoit le nom d'enfance Rokudai (ce qui signifie « sixième génération » en japonais), car il est le sixième descendant direct de Taira no Masamori. Il a également été désigné comme Rokudaimaru. Son vrai nom est Takakiyo, comme indiqué dans le Koya Shunjuu Henen Shuuroku, chronique écrite du mont Koya. Cependant, il est appelé Rokudai dans le Heike monogatari aussi est-il généralement désigné comme tel.
En 1183, le clan Taira décide de fuir Kyoto avant que Minamoto no Yoshinaka n'attaque la capitale. La mère de Rokudai (épouse de Taira no Koremori), qui se sent très bien dans la capitale, n'accepte pas l'idée de quitter les lieux. Par conséquent, Koremori laisse sa femme et ses enfants dans la capitale et s'enfuit avec le reste du clan Taira dans la partie occidentale du Japon. Koremori demande à sa femme de s'occuper de ses enfants et lui dit de se remarier si elle le désire. Rokudai et sa mère se cachent à Shobudani au nord d'un temple de montagne appelé le Daikaku-ji. Cependant, en décembre 1185, peu de temps après la disparition du clan Taira, une recherche menée par Houjou Tokimasa amène à la découverte et à l'arrestation de Rokudai. Comme il est le dernier survivant mâle héritier du clan Taira, il doit être exécuté et sa tête envoyée à Kamakura. Le grand moine Mongaku, navré pour le pauvre enfant, se rend à Kamakura et plaide avec succès la clémence et pour que Rokudai soit placé sous sa garde. Mongaku se dirige alors vers Senbon-no-Matsubara, le site de l'exécution prévue et délivre la lettre de clémence au bourreau. On pense généralement que la mère de Rokudai, après la mort de Koremori, s'est remariée avec Yoshida Tsunefusa, confident écouté de Minamoto no Yoritomo, pour aider à épargner la vie de son fils chéri Rokudai.
En 1189, Rokudai coupe ses cheveux et représente Myōkaku. En 1194, présentant une requête par le truchement d'Ooe no Hirotomo, Rokudai est en mesure de parler à Minamoto no Yoritomo et lui dit qu'il échappe à une trahison et veut devenir moine. Cependant, considérant le sage plan de Rokudai, Yoritomo perçoit un sentiment de danger mais ne suit pas son intuition et permet à Rokukai d'entrer dans la vie monastique et le nomme à une position particulière dans un temple.
Rokudai se forme intensément comme moine en voyageant à travers le pays. Il se rend d'abord au mont Koya où son père a passé beaucoup de temps dans une tentative de remonter les pas de son père.
Après la mort de Yoritomo en 1199, Mongaku est arrêté à son domicile de Nijo Inokuma et exilé dans la province d'Oki. Il est accusé de trahison et d'avoir préparé une attaque (connue comme l'« Incident du Sansaemon ») contre Minamoto no Michichika (communément connu sous le nom Tsuchimimikado Michichika).
À ce moment de sa vie, Rokudai est maître de méditation de troisième rang et exerce son métier au mont Takao. Cependant, comme le protecteur et mentor de Rokudai, Mongaku à présent exilé est considéré comme ennemi de l'État, Rokudai est arrêté et exécuté au bord de la Tagoshi-gawa par Okabe no Gon-no-kami Yasutsuna de Suraga.
La mort de Rokudai marque la fin de la famille Taira car il était le dernier héritier mâle encore vivant et comme l'indique de façon éloquente le Heike monogatari à la dernière ligne de l'ouvrage, « Ainsi les fils des Heike disparaissent-ils à jamais de la surface de la terre ».

## Source de la traduction
- (en) Cet article est partiellement ou en totalité issu de l’article de Wikipédia en anglais intitulé « Taira no Takakiyo » (voir la liste des auteurs).